# Musée culturel d'Al-Qarara
Le musée culturel d'Al-Qarara (en arabe : متحف القرارة) est un musée situé à Al-Qarara, près de Khan Younès, dans la bande de Gaza. Fondé en 2016, le musée présente l'archéologie et l'histoire de la région, collectées par ses fondateurs et par les membres de la communauté locale. Il est détruit par les forces israéliennes en octobre 2023.

## Histoire
Le musée est fondé en 2016 à Al-Qarara, un village proche de Khan Younès dans le sud de la bande de Gaza, par six personnes, dont le directeur du musée Mohamed Abu Lahia et son épouse Najla Abu Lahia. Mohamed s'intéresse à l'archéologie locale dès son enfance, tandis que Najla étudie l'archéologie et l'art à l'université de Gaza,.
Le ministère palestinien du Tourisme et des Antiquités accorde une licence privée au musée, installé dans un ancien silo à grains. Il s'agit du deuxième musée, et du premier musée privé, à voir le jour dans la région,. Le musée est conçu pour sensibiliser la population au patrimoine culturel palestinien, afin de renforcer son sentiment d'identité,,.

## Destruction
Le musée est bombardé et détruit par les forces d'occupation israéliennes en octobre 2023,.